# Nsork
Nsork (también llamado Ensoc, Nsoc y Nsorc) es un distrito y municipio de Guinea Ecuatorial. Se ubica en la provincia de Wele-Nzas y tiene una población estimada de 16 037 habitantes.

## Administración
El distrito solo posee un municipio homónimo. Además de la propia localidad de Nsork, dentro del municipio se encuentran otros pequeños núcleos poblacionales:
- Alum
- Ebomicu